# Alfred Malherbe
Alfred Malherbe (Ilha Maurício, 14 de julho de 1804 – Metz, 14 de agosto de 1865) foi um magistrado e naturalista francês.  

## Biografia
Após ter estudado direito, foi nomeado no tribunal de Metz em 1832, sendo juiz de instrução,  vice-Presidente do Tribunal e conselheiro do Tribunal.
Muito cedo apaixonou-se pela  natureza, consagrando  o seu tempo livre no estudo da botânica,  zoologia e, em especial, na ornitologia. Assinou  um importante estudo sobre as picidae intitulado Monographie des picidées  (  impressão de J. Verronnais, Metz) que publicou, em quatro volumes,  de 1861 à 1863. Foram impressos 120 exemplares desta monografia. Cada espécie foi descrita neste trabalho com litografias feitas à mão.  Estudou  também os pássaros da  Argélia (dos quais descrevu  191 espécies) e da Sicília.
Registrou seu nome definivamente na lista de cientistas franceses, descrevendo e identificando a espécie Picus vaillantii  (Pica-pau de Vaillant) , nomeada em homenagem ao francês François Le Vaillant.  Também descreveu  a espécie Celeus lugubris ( pica-pau-louro ).
Foi administrador do Museu de Metz,  e presidiu a Sociedade de história natural da mesma cidade  de 1844 até a sua morte.

## Lista parcial de publicações
- Notice sur quelques espèces de chênes et spécialement sur le chêne liège (Quercus suber) (Verronnais, Metz, 1839).
- Faune ornithologique de la Sicile avec des observations sur l'habitat ou l'apparition des oiseaux de cette île, soit dans le reste de l'Europe, soit dans le Nord de l'Afrique (S. Lamort, Metz, 1843).
- Catalogue raisonné d'oiseaux de l'Algérie, comprenant la description de plusieurs espèces nouvelles (Verronnais, Metz, 1846).
- Nouvelle classification des picinées ou pics, devant servir de base à une monographie de ces oiseaux grimpeurs (S. Lamort, Metz, 1849).
- Ascension à l'Etna, ou Fragment d'un voyage en Sicile et en Italie (Imprimerie de Nouviau, Metz, 1851).
- Faune ornithologique de l'Algérie (J. Verronnais, Metz, 1855).
- Description de quelques grimpeurs du genre linéen Picus (J. Verronnais, Metz, 1857).
- Revue des collections composant, en 1857, le Muséum d'histoire naturelle de la ville de Metz (J. Verronnais, Metz, 1857).

## Orientação bibliográfica
- Élie Fleur (1935). Cem anos de atividade científica, Bull. Société Hist. Nat. Metz, 34 : 1-68.